# Saxifraga burseriana
Saxifraga burseriana (L., 1753) è una pianta erbacea appartenente alla famiglia delle Saxifragaceae, diffusa nell'Europa centrale.
Cresce ad alta quota su rupi, alta circa dieci centimetri, con foglie lunghe e acute e fiori bianchi.